# Vail M. Pittman
Vail Montgomery Pittman (* 17. September 1880 in Vicksburg, Mississippi; † 29. Januar 1964 in Las Vegas, Nevada) war ein US-amerikanischer Politiker und von 1945 bis 1951 Gouverneur des Bundesstaates Nevada.

## Frühe Jahre und politischer Aufstieg
Vail Pittman besuchte die University of the South in Sewanee (Tennessee) und das Brown's Business College. Im Jahr 1904 zog er nach Nevada. Nachdem er für kurze Zeit in der Holzindustrie und im Kohlegeschäft gearbeitet hatte, begann er eine Laufbahn im Zeitungsgeschäft. Er wurde Eigentümer und Herausgeber einiger Zeitungen. Pittman wurde Mitglied der Demokratischen Partei; zwischen 1925 und 1928 saß er im Senat von Nevada.

## Gouverneur von Nevada
Im Jahr 1942 wurde Pittman zum Vizegouverneur, dem Stellvertreter des Gouverneurs von Nevada, gewählt. Nach dem Rücktritt des Gouverneurs Edward Peter Carville übernahm Pittman dessen Posten. Im Jahr 1946 wurde er in eine eigene Amtszeit als Gouverneur gewählt. In diese Zeit fällt mit der Kapitulation Japans das Ende des Zweiten Weltkriegs. Auch in Nevada musste die Produktion wieder auf den zivilen Bedarf zurückgefahren werden. Die heimkehrenden Soldaten mussten, wie überall in den Vereinigten Staaten, wieder in die Gesellschaft eingegliedert werden, und die Invaliden sowie die Hinterbliebenen der Toten mussten versorgt werden. In Pittmans Amtszeit wurde Nevada zum führenden Wolfram-Produzenten der Vereinigten Staaten. Außerdem wuchs das bebaute Gebiet um die Stadt Las Vegas immer weiter.

## Weiterer Lebenslauf
Im Jahr 1950 bewarb sich Pittman erfolglos um seine Wiederwahl. Daher musste er im Januar 1951 sein Amt aufgeben. Seine Amtszeit als Gouverneur von Nevada reichte somit vom 24. Juli 1945 bis zum 2. Januar 1951. Auch bei den Gouverneurswahlen des Jahres 1954 hatte er keinen Erfolg. Im Jahr 1960 war er Delegierter zur Democratic National Convention in Los Angeles, auf der John F. Kennedy als Präsidentschaftskandidat der Partei nominiert wurde. Pittman starb am 29. Januar 1964. Er war mit Ida Brewington verheiratet. Sein Bruder Key Pittman (1872–1940) gehörte zwischen 1913 und 1940 für Nevada dem US-Senat an.